# Betty Kysilková
Betty Kysilková rodným jménem Barbora Bergerhoffová (1. února 1879 Žižkov, nyní Praha – 21. října 1951 Mělník) byla česká divadelní a filmová herečka populární ve 20. a 30. letech 20. století.

## Život
Narodila se do rodiny poštovního sluhy Václava Bergerhoffa (* 1830), a jeho ženy Františky roz. Havlíkové.(* 1832), Měla nevlastní sestru Marii provdanou Zuzákovou (* 1862), a nevlastního bratra Karla (* 1863) (oba sourozenci pocházeli z prvního manželství jejího otce).
Kysilková byla vyučená švadlena a nějakou dobu v oboru pracovala. Dne 23. listopadu 1908 se v Praze provdala za o šest let mladšího zámečníka Václava Kysilku (1885–1932). Později nastoupila s manželem do Lidového divadla Uranie, které sídlilo nedaleko jejich bydliště (manželé Kysilkovi, bydleli léta v Plynární ulici v Holešovicích).
Poslední film natočila v roce 1941. Zemřela pozapomenutá v sanatoriu v Mělníku 21. října 1951, ve věku 72 let.

## Dílo
Nejvíce ji proslavily komediální role v němých a zvukových filmech, kde uplatnila svojí svéráznou komiku. Uplatnila se i v divadle, a to i jako nápověda. Nejdéle působila ve Vinohradském divadle a to od roku 1919 do roku 1932, kde pracoval i její manžel Václav Kysilka jako vrchní rekvizitář.
Ve 20. letech hrála ve třech desítkách filmů různé kvality. Nejznámějšími filmy jsou Venoušek a Stázička (1922), Jedenácté přikázání (1925), Pohádka máje (1926), Lásky Kačenky Strnadové (1926), Dobrý voják Švejk (1926) nebo Milenky starého kriminálníka (1927), kde byla partnerkou Vlasty Buriana. I ve zvukovém filmu 30. a 40. let byla obsazována spíše do menších rolí, ale v několika filmech vytvořila významnější humorné, parodické až sebekritické figury. Známá je její role vdovy Ouholičkový ve filmu Muži v offsidu (1931) nebo Barbora Štětivcová z operety Na tý louce zelený (1936). Ve filmu Paní Kačka zasahuje (1939) vytvořila svojí jedinou hlavní roli ve filmu. Za připomenutí však stojí, věčně nespokojená služka Kristýna ve filmu Načeradec král kibiců (1932), teta Františka Plicová, ve filmu s Vlastou Burianem Funebrák (1932), v několika filmech si zahrála manželku herce Theodora Pištěka (Švanda dudák 1937, Rozvod paní Evy 1937). Hrála i zlodějskou zákaznici ve filmu Dokud máš maminku (1934). Její popularita zůstávala ve stínu její slavnější vrstevnice Antonie Nedošinské.